# Enlèvement de Noa Argamani
Le 7 octobre 2023, Noa Argamani (hébreu : נועה ארגמני), une femme israélienne, est enlevée par le Hamas lors du massacre du festival de musique de Réïm, dans le cadre de l'attaque du Hamas contre Israël. Dans l'une des premières vidéos du massacre diffusées par le Hamas, elle est emmenée en moto alors qu'elle crie : « Ne me tuez pas ! » Ses bras sont tendus vers son petit ami Avinatan Or, qui est également enlevé,,,. Les images de son enlèvement sont devenues un symbole de la crise des otages et l'ont conduit à être décrite comme « le visage des otages du festival de musique Nova ».
En mars 2024, sa mère, Liora, d'origine chinoise et atteinte d'un cancer du cerveau à un stade avancé, lance un appel public pour voir sa fille une dernière fois. Elle exhorte le président américain Joe Biden à aider à obtenir la libération de sa fille, sa famille ayant obtenu des indications selon lesquelles Argamani est toujours en vie car celle-ci apparaît dans une vidéo du Hamas diffusée en janvier 2024.
Le 8 juin 2024, après 245 jours de captivité, Argamani et trois autres otages sont sauvés de Gaza lors d'une opération conjointe des forces de défense israéliennes, du Shin Bet et de la police israélienne, qui cause des centaines de victimes civiles.

## Biographie et vie privée
Noa Argamani est née en Israël le 12 octobre 1997 de Yaakov et Liora Argamani. Elle est la seule enfant du couple. Sa mère, Liora Argamani — également connue sous le nom de Li Chunhong en chinois — ancienne ressortissante chinoise, est originaire de la ville chinoise de Wuhan. Avant son enlèvement, Noa Argamani étudie à l'université Ben Gourion où elle rencontre celui qui deviendra son petit ami, Avinatan Or. Durant son service militaire obligatoire, elle sert dans la marine israélienne,.

## Enlèvement
Le 7 octobre 2023, dans le cadre de l'incursion initiale démarrant la guerre à Gaza, des combattants du Hamas traversent la bande de Gaza vers Israël et attaquent le festival de musique Supernova Sukkot Gathering, un festival de musique en plein air dans le désert occidental du Néguev. Le couple assiste au festival avant d'apparaître dans une vidéo désormais virale montrant leur capture par des combattants du Hamas. Le gouvernement israélien « condamne la vidéo comme étant de la propagande de guerre psychologique ». Son ami Amit Parparia reconnaîtra distinctement la femme filmée comme étant Noa Argamani.
Dans la vidéo, Argamani crie « Ne me tuez pas ! Non, non, non ! », tout en étant forcée de monter sur une moto conduite par des membres du Hamas,. L'enregistrement montre également Avinatan Or retenu par deux autres hommes,. Son frère, Moshe, aurait été informé de la vidéo par les équipes d'urgence et l'aurait visionnée avant de donner son accord pour la publier dans les médias,. Une nouvelle vidéo de son enlèvement est partagée en avril 2024, la montrant forcée de monter sur la moto et attachée avec la tête couverte d'un sac noir. Argamani est repérée dans une séquence ultérieure qui semble la montrer en train de boire de l'eau dans une pièce à Gaza,.
Des allégations sont soulevées lors d'un reportage de la NBC selon lesquelles Argamani n'aurait pas été enlevée par les forces du Hamas mais par une prétendue foule de Palestiniens de Gaza. Cette théorie est avancée par des responsables militaires israéliens anonymes expliquant que les personnes filmées lors de son enlèvement ne portaient pas d'uniformes de la branche armée et qu'elle semble avoir été enlevée plusieurs heures après l'attaque.

### Vidéos prises lors de sa captivité
Le 14 janvier 2024, le Hamas publie une vidéo montrant Argamani et deux otages masculins demandant à Israël de les ramener chez eux,. Le lendemain, le groupe partage une autre vidéo où Argamani annonce la mort des deux otages masculins, vraisemblablement tués dans des frappes aériennes israéliennes. Dans une interview après son sauvetage, Argamani explique avoir été forcée d'enregistrer cette vidéo. Les otages décédés sont identifiés comme étant Yossi Sharabi et Itay Svirsky.
Le 31 mai 2024, le Hamas publie une vidéo dans laquelle on entend la voix d'Argamani.

## Couverture médiatique et efforts pour sa libération
L'enlèvement d'Argamani est présenté à la une de l'édition du 8 octobre du journal britannique Mail on Sunday. La nouvelle de son enlèvement et de ses liens avec la Chine sont largement rapportés par les médias internationaux et chinois. Sa mère, Liora, fit appel à l'ambassade de Chine pour obtenir de l'aide afin de libérer sa fille. Le père d'Argamani, Yaakov, n'approuverait pas la violence pour obtenir la libération de sa fille, indiquant : « Ils ont aussi des mères qui pleurent. C'est la même chose pour nous ».
Le Premier ministre israélien Benyamin Netanyahou appelle l'ambassadeur chinois Cai Run à intervenir auprès du président chinois Xi Jinping pour obtenir la libération d'Argamani. Après son sauvetage, des révélations indiquent que le gouvernement chinois a refusé de lui porter assistance car sa mère avait renoncé à sa citoyenneté chinoise, la Chine n'autorisant pas la double nationalité.
En mars 2024, la mère d'Argamani, alors atteinte d'un cancer du cerveau en phase terminale, implore le président des États-Unis Joe Biden d'intervenir et de l'aider à ramener sa fille à la maison.
En mai 2024, deux semaines avant son sauvetage, le mangaka japonais Makoto Tanaka publie un livret relatant l'histoire de la vie d'Argamani. Tanaka intitule le livret « Ramenez-les à la maison ». Le dévoilement du livret a lieu lors d'une cérémonie à l'ambassade d'Israël à Tokyo marquant le 76e anniversaire de l'indépendance d'Israël, en présence du père d'Argamani.

## Sauvetage

Noa Argamani annoncée comme « sauvée » sur le mur de l'ambassade d'Israël à Pékin.

Le 8 juin 2024, vers 11 heures du matin, Argamani et trois autres otages détenus dans deux maisons par des membres du Hamas sont secourus lors d'une opération militaire dans le camp de réfugiés de Nousseirat à Gaza. Menée conjointement par les forces de défense israéliennes, le Shin Bet et la police israélienne, le raid provoque la mort d'environ 274 personnes côté palestinien, dont 64 enfants et 57 femmes (près de 700 autres sont blessés), et un mort côté israélien, (le policier Yamam Arnon Zamora, tué pendant l'assaut).
Les otages sont ensuite transportés par hélicoptère au centre médical Sheba pour y être examinés,. Initialement considérés comme étant en bon état de santé, des rapports ultérieurs citent les conclusions de professionnels de la santé selon lesquelles les otages seraient en sous-nutrition,.
Le sauvetage d'Argamani coïncide avec l'anniversaire de son père, Yaakov Argamani. Celui-ci commente : « Quel cadeau ai-je reçu... il n'existe aucune armée comme celle-ci dans le monde ». La vidéo de leurs retrouvailles est largement partagée sur les réseaux sociaux,. Argamani échange avec le président Isaac Herzog et le premier ministre Benyamin Netanyahou à son retour en Israël,; ce dernier lui aurait dit : « nous ne vous avons pas abandonnée un seul instant ». Elle est ensuite transférée au centre médical Sourasky de Tel Aviv pour rendre visite à sa mère, Liora Argamani, recevant des soins palliatifs. Selon le directeur général de l'établissement, l'état de sa mère est « compliqué et difficile », mais celle-ci serait en état de communiquer avec sa fille.
Argamani sort de l'hôpital le 11 juin, trois jours après son sauvetage. À sa sortie, elle rend visite à Ditza Or, la mère de son petit ami qu'elle n'avait jamais rencontrée auparavant. Celui-ci est toujours retenu en otage,.

## Conditions de détention
Noa Argamani a été déplacée à de nombreuses reprises, y compris dans des tunnels. Selon la mère d'une otage, Argamani et certaines femmes otages étaient « retenues comme esclaves dans une villa de luxe » ; « elles nettoyaient la cour, faisaient la vaisselle et préparaient la nourriture qu'elles n'étaient pas autorisées à manger ». Dans son dernier appartement, Argamani est détenue sous garde armée et n'est autorisée à sortir que très rarement (habillée comme une palestinienne). L'accès aux douches est également très limité,. Elle craignait que chaque nuit ne soit sa dernière.
Sa détention lui permet d'apprendre quelque peu l'arabe, servant de porte-parole pour d'autres femmes otages qui seront libérées lors d'une trêve en novembre 2023.
Le 23 août, Argamani annonce sur les réseaux sociaux avoir été blessée lors d'une frappe aérienne israélienne pendant sa captivité, tout en démentant les fausses informations de certains médias israéliens selon lesquelles des membres du Hamas l'auraient battue ou rasé les cheveux,.

## Renommée mondiale post-libération

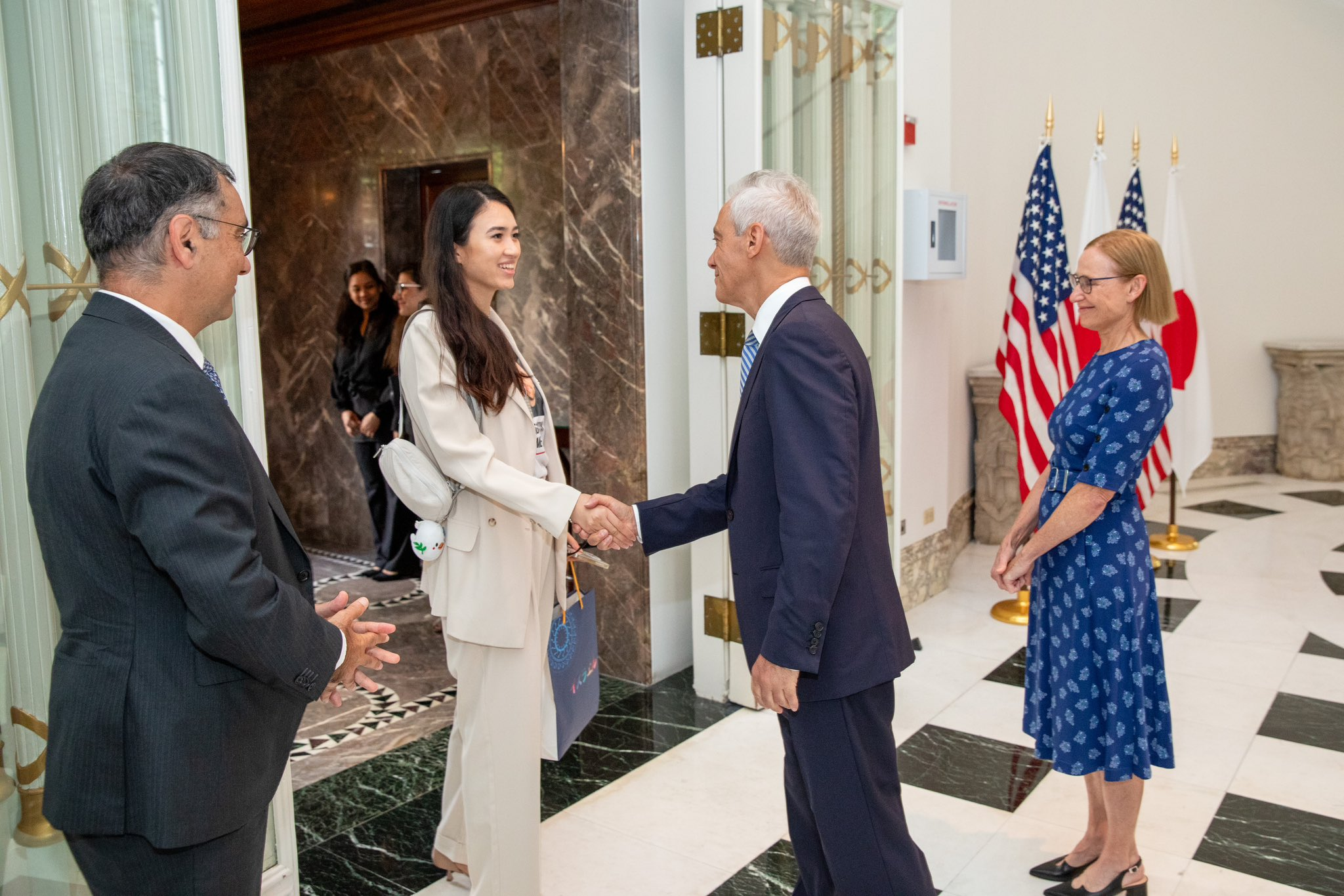
Argamani serrant la main de Rahm Emanuel, ambassadeur des États-Unis au Japon, en août 2024, flanqué de Gilad Cohen, ambassadeur d'Israël au Japon (à l'extrême gauche) et de l'épouse d'Emanuel, Amy Rule (à droite).

Sa mère Liora décède trois semaines après son sauvetage, ce qui lui permit de réaliser son dernier souhait : « voir sa fille une dernière fois ».
Le 24 juillet 2024, Argamani et son père sont les invités de Benyamin Netanyahou lors de son discours devant une session conjointe du Congrès des États-Unis. Elle est mentionnée par le Premier ministre israélien lors de son discours, puis reçoit une standing ovation. Elle fait cependant face à des critiques à la suite de cette invitation.
Quelques jours après le discours au Congrès, Argamani et son père se rendent à Cambria Heights, dans le Queens, pour visiter l'Ohel, la tombe du rabbin Menachem Mendel Schneerson, où ils prient pour le retour des otages encore retenus. En novembre 2023, son père avait prié pour son retour sain et sauf au même endroit, alors qu'elle était retenue en otage,.
En août 2024, elle se rend avec son père à Tokyo où elle rencontre des diplomates des pays du G7 afin de promouvoir le sort des otages toujours détenus par le Hamas.
En janvier 2025, accompagnée de proches d'otages toujours retenus en captivité par le Hamas, elle rencontre quatre membres du Congrès : le sénateur David McCormick, les représentants Michael McCaul, Addison McDowell et August Pfluger dans le but de promouvoir la libération des otages restants, dont son petit ami, Avinatan Or. Une semaine plus tard, Argamani apparait aux côtés de Sara Netanyahou durant l'exposition itinérante sur le massacre du festival de musique de Réïm à Miami. Lors de son apparition, Argamani raconte son enlèvement et ses conditions de détention.